# Ramón Duvalón
Ramón Duvalón Carrión (ur. 31 sierpnia 1954) – kubański bokser wagi muszej. W 1976 roku na letnich igrzyskach olimpijskich w Montrealu zdobył srebrny medal. Rok wcześniej wywalczył złoty medal igrzysk panamerykańskich w Meksyku.